# Rue de Tolède
La rue de Tolède (en espagnol, Calle de Toledo) est une voie de circulation de la ville de Madrid, en Espagne.

## Situation
D'orientation nord-sud, la rue débute au niveau de la Plaza Mayor et se poursuit jusqu'à la porte de Tolède avant de s'achever à la glorieta des Pyramides juste avant le pont de Tolède qui franchit le Manzanares. Elle traverse les arrondissements du Centre et d'Arganzuela.

## Histoire
Précédemment nommée Paseo de los Ocho Hilos, la rue doit son nom au fait qu'elle faisait partie du chemin permettant de rejoindre la ville de Tolède. Reliant la ville à la province, la rue de Tolède permettait l'arrivée de marchandises qui venaient approvisionner les marchés comme le Mercado de San Miguel.
En 1630, le poète du Siècle d'or Alonso Jerónimo de Salas Barbadillo vivait dans cette rue.
L'écrivain Ramón de Mesonero Romanos, rattaché au mouvement du costumbrismo lui a dédié une œuvre La calle de Toledo en 1832.
Le 20 janvier 2021, une explosion survient dans l'immeuble situé au no 98, dans les locaux de la paroisse de la Vierge de la Colombe. L'incident fait 3 morts et un disparu. On suppose que l'origine est due à une fuite de gaz,.

## Sites et monuments
- L'église collégiale Saint-Isidore, située au n°37, est construite au XVIIe siècle dans le style baroque.
- Le Collège impérial de Madrid est situé dans le prolongement de l'église Saint-Isidore.
- La porte de Tolède s'élève au centre d'une place circulaire.

## Transports
La rue est desservie par les stations La Latina, Puerta de Toledo et Pirámides de la ligne 5 du métro de Madrid.